# Ophelia elongata
Ophelia elongata är en ringmaskart som beskrevs av Anne D. Hutchings och Murray 1984. Ophelia elongata ingår i släktet Ophelia och familjen Opheliidae. Inga underarter finns listade i Catalogue of Life.